# برج اوشن
برج اوشن (به انگلیسی: Ocean Tower) یک ساختمان بلندمرتبه در ایالات متحده آمریکا است که در جزیره پادره جنوبی واقع شده‌است.